# Омельчук Сергій Аркадійович
Омельчук Сергій Аркадійович (29 вересня 1975, Херсон) — український учений у царині української лінгводидактики. Доктор педагогічних наук (2015), професор (2021), дійсний член Української академії акмеології (2009). Професор Херсонського державного університету. Людина року Херсонщини (2001). Член Усеукраїнської асоціації викладачів української мови і літератури.

## Наукова діяльність
- 2003 — захистив кандидатську дисертацію з теми «Формування мовленнєво-комунікативних умінь учнів основної школи на завершальному етапі вивчення синтаксису».
- 2004 — отримав науковий ступінь кандидата педагогічних наук зі спеціальності «Теорія і методика навчання (українська мова)».
- 2008 року присвоєно вчене звання доцента кафедри теорії і методики викладання гуманітарних дисциплін.
- 2009 року обрано академіком Української академії акмеології по відділенню «Акмеологія мови».
- 2014 року захистив докторську дисертацію з теми «Методика навчання морфології української мови в основній школі на засадах дослідницького підходу».
- 2015 року присуджено науковий ступінь доктора педагогічних наук зі спеціальності «Теорія і методика навчання (українська мова)».
- Член двох спеціалізованих учених рад із захисту дисертацій на здобуття наукових ступенів доктора (кандидата) педагогічних наук зі спеціальності 13.00.02 — теорія та методика навчання (українська мова) в Херсонському державному університеті й Київському університеті імені Бориса Грінченка.
- Заступник головного редактора збірника наукових праць Херсонського державного університету «Південний архів» (Філологічні науки)
- Член редакційних колегій науково-методичного журналу МОН України «Дивослово», науково-методичного журналу Інституту педагогіки НАПН України «Українська мова і література в школі», науково-методичного та літературно-мистецького журналу МОН України «Українська мова й література в школах України», наукового журналу Київського університету імені Бориса Грінченка «Неперервна освіта: акмеологічні студії».
- Член Наукової ради при Херсонській обласній раді.

## Основні наукові праці
Автор понад 250 наукових і науково-методичних праць, зокрема майже 80 навчальних посібників з методики навчання української мови в закладах загальної середньої освіти, співавтор 10 підручників «Українська мова» для 5-9-х класів.

### Монографії
- Омельчук С. Навчання морфології української мови на засадах дослідницького підходу: теорія і практика: монографія / Сергій Омельчук. — К. : Генеза, 2014. — 368 с.
- Омельчук С. Сучасна українська лінгводидактика: норми в термінології і мовна практика фахівців: монографія. Київ: Вид. дім «Києво-Могилянська академія», 2019. 356 с.
- Бєляєв Ю. І., Олексенко В. П., Омельчук С. А., Петухова Л. Є., Самсакова І. В., Федяєва В. Л. Херсонський державний університет: сторічна історія на шляху в майбутнє: ювілейне видання / головн. ред. О. В. Співаковський; кер. авт. кол. Ю. І. Бєляєв. Херсон: Айлант, 2019. 208 с.

### Словники
- Омельчук С. А. Концепція «Мислення повного спектра», або парадигма мислення прориву / С. А. Омельчук // Освіта дорослих: Енциклопедичний словник / за ред. В. Г. Кременя, Ю. В. Ковбасюка ; Нац. акад. пед. наук України, Нац. акад. держ. упр. при Президентові України [та ін.]. — К. : Основа, 2014. — С. 200—201.
- Омельчук С. А. Міжнародна співпраця в галузі освіти дорослих / С. А. Омельчук // Освіта дорослих: Енциклопедичний словник / за ред. В. Г. Кременя, Ю. В. Ковбасюка ; Нац. акад. пед. наук України, Нац. акад. держ. упр. при Президентові України [та ін.]. — К. : Основа, 2014. — С. 228—229.
- Омельчук С. Дослідницький підхід до навчання мови: лінгводидактичний словник-довідник: навч. посіб. / Сергій Омельчук. — К. : [б.в.], 2015. — 56 с.

### Підручники
- Рідна мова: підруч. для 5 кл. загальноосвіт. навч. закл. / М. І. Пентилюк, І. В. Гайдаєнко, А. І. Ляшкевич, С. А. Омельчук. За заг. ред. М. І. Пентилюк. — К.: Освіта, 2006. — 272 с.
- Рідна мова: підруч. для 6 кл. загальноосвіт. навч. закл. / М. І. Пентилюк, І. В. Гайдаєнко, А. І. Ляшкевич, С. А. Омельчук. За заг. ред. М. І. Пентилюк. — К.: Освіта, 2006. — 272 с.
- Рідна мова: підруч. для 7 кл. загальноосвіт. навч. закл. / М. І. Пентилюк, І. В. Гайдаєнко, А. І. Ляшкевич, С. А. Омельчук. За заг. ред. М. І. Пентилюк. — К.: Освіта, 2007. — 288 с.
- Рідна мова: підруч. для 8 кл. загальноосвіт. навч. закл. / М. І. Пентилюк, І. В. Гайдаєнко, А. І. Ляшкевич, С. А. Омельчук. За заг. ред. М. І. Пентилюк. — К.: Освіта, 2008. — 288 с.
- Українська мова: підруч. для 9 кл. загальоосвіт. навч. закл. з навчанням укр. мовою / М. І. Пентилюк, І. В. Гайдаєнко, А. І. Ляшкевич, С. А. Омельчук. — К.: Освіта, 2009. — 336 с.
- Українська мова: підруч. для 5 кл. загальноосвіт. навч. закл. / М. І. Пентилюк, І. В. Гайдаєнко, А. І. Ляшкевич, С. А. Омельчук; за заг. ред. М. І. Пентилюк. — К.: Видавничий дім «Освіта», 2011. — 272 с.
- Українська мова: підруч. для 6 кл. загальноосвіт. навч. закл. / М. І. Пентилюк, І. В. Гайдаєнко, А. І. Ляшкевич, С. А. Омельчук; за заг. ред. М. І. Пентилюк. — К.: Видавничий дім «Освіта», 2011. — 272 с.
- Українська мова: підруч. для 7 кл. загальноосвіт. навч. закл. / М. І. Пентилюк, І. В. Гайдаєнко, А. І. Ляшкевич, С. А. Омельчук; за заг. ред. М. І. Пентилюк. — К.: Видавничий дім «Освіта», 2011. — 288 с.
- Українська мова: підруч. для 8 класу загальноосвіт. навч. закладів / М. І. Пентилюк, С. А. Омельчук, І. В. Гайдаєнко, А. І. Ляшкевич; за заг. ред. М. І. Пентилюк. — Х. : Ранок, 2016. — 272 с.

### Навчальні посібники
- Омельчук С. А. Практикум з правопису української мови: система дослідницьких вправ: навч. посібник. Київ: Грамота, 2015. 224с.
- Омельчук С. А. Уроки української мови для 7 класу: навч. посіб. Київ: Дивослово, 2016. 256 с.
- Омельчук С. А. Уроки української мови для 8 класу: навч. посіб. Київ: Дивослово, 2017. 248 с.
- Омельчук С. А. Уроки української мови для 9 класу: навч. посіб. Київ: Дивослово, 2018. 264 с.
- Омельчук С., Романенко Ю. Уроки української мови для 10 класу: навч. посіб. Київ: Дивослово, 2019. 264 с.
- Омельчук С., Романенко Ю. Уроки української мови для 11 класу: навч. посіб. Київ: Дивослово, 2020. 286 с.
- Омельчук С., Романенко Ю. Уроки української мови для 7 класу: навч. посіб. 2-ге вид., перероб. Київ: Дивослово, 2020. 270 с.
- Омельчук С., Блажко М. Правописний практикум з української мови. Норми нової редакції «Українського правопису»: навч. посіб. Київ: Грамота, 2020. 224 с.

### Наукові статті
- Омельчук С. Мистецькі колективоніми Херсонщини: особливості структурування, творення й функціювання. Науковий вісник Херсонського державного університету. Серія «Лінгвістика». 2019. Вип. 35. С. 57–62.
- Омельчук С. Новаторство Івана Ющука в українській лінгводидактиці кінця ХХ — початку ХХІ сторіччя / Сергій Омельчук // Дивослово. — 2018. — № 4. — С. 36–42.
- Омельчук С. Поняттєва співвіднесеність лінгводидактичних термінів робота з текстом і робота над текстом / Сергій Омельчук // Українська мова. — 2017. — № 4. — С.98-108.
- Омельчук С. Мовна дослідницька компетентність студента-філолога / Сергій Омельчук // Вища школа. — 2017. — № 5-6. — С. 56–68.
- Омельчук С. Нормативне вживання в науковому лінгводидактичному дискурсі віддієслівних іменників на -ння / Сергій Омельчук // Науковий вісник Херсонського державного університету. Серія «Лінгвістика»: зб. наук. пр. — 2017. — Вип. 27. — С. 39–49.
- Омельчук С. Функціювання в сучасній українській мові прийменниково-іменникових конструкцій на позначення дефісного написання слів / Сергій Омельчук // Дивослово. — 2016. — № 5. — С. 21–26.
- Омельчук С. Поняттєво-семантичні зв'язки в категорійному апараті сучасної української лінгводидактики / Сергій Омельчук // Українська мова і література в школі. — 2016. — № 4. — С. 8–11.
- Омельчук С. А. Реалізація сучасних мовознавчих тенденцій у змісті сертифікаційних робіт з української мови і літератури у форматі ЗНО-2016: нормативний аспект / С. А. Омельчук // Проблеми сучасного підручника: зб. наук. праць / [ред. кол. ; голов. ред. — О. М. Топузов]. — К. : Педагогічна думка, 2016. — Вип. 17. — С. 313—329.
- Омельчук С. Граматична структура умови тестових завдань з української мови у форматі ЗНО / Сергій Омельчук // Дивослово. — 2016. — № 1. — С. 40–43.
- Омельчук С. Національна мовна традиція в мовознавчій спадщині Олександра Рибалка / Сергій Омельчук // Дивослово. — 2016. — № 2. — С. 37–42.
- Омельчук С. Українська лінгводидактична термінологія з погляду нормативності / Сергій Омельчук // Українська мова. — 2015. — № 1. — С. 50–59.
- Омельчук С. Нормативність у структурі сучасного наукового тексту педагогічного спрямування / Сергій Омельчук // Українська мова і література в школі. — 2015. — № 1. — С. 49–61.
- Омельчук С. А. Нормативне вживання мовознавчих термінів в умовах тестових завдань з української мови у форматі ЗНО / С. А. Омельчук // Наукові записки Національного університету «Острозька академія». Серія «Філологічна»: зб. наук. пр. — Острог: Вид-во Національного університету «Острозька академія», 2015. — Вип. 57. — С. 149—153.
- Омельчук С. Функціювання терміносполук зі збірним числівником у царині української лінгвометодики / Сергій Омельчук // Дивослово. — 2015. — № 7–8. — С. 18–20.

## Відзнаки
- 2001 — Людина року Херсонщини
- Переможець обласного й лауреат Всеукраїнського конкурсу «Учитель року — 2002» в номінації «Українська мова й література».

### Грамоти
- Почесна грамота голови Херсонської обласної державної адміністрації (2005),
- Почесна грамота Національної академії педагогічних наук України (2017)
- Грамота Верховної Ради України (2018)

### Відомчі відзнаки
- Відмінник освіти України (2006)
- Нагрудний знак «Петро Могила» (2009)
- Нагрудний знак МОН України «За наукові та освітні досягнення» (2017)
- Медаль НАПН України «Григорій Сковорода» (2019)

### Почесне звання
- Заслужений діяч науки і техніки України (2019)

## Праці про Сергія Омельчука та науковий доробок його
- Голобородько Є. П. Портрет чоловіка в шкільному інтер'єрі. Методичні діалоги. 2006. № 12. С.22-24.
- Городенська К. Нові засади навчання морфології. Дивослово. 2014. № 6. С. 57–58.
- Караман С. Навчання морфології має бути дієвим, інтенсивним та продуктивним. Українська мова й література в школах України. 2014. № 5. С. 70–71.
- Романенко Ю. Опановуємо методику створення дослідницьких завдань (дослідження-абстрагування). Дивослово. 2015. № 6. С. 24–26.
- Романенко Ю. Опановуємо методику створення дослідницьких завдань (дослідження-аналіз та дослідження-порівняння). Дивослово. 2015. № 9. С. 16–17.
- Романенко Ю. Опановуємо методику створення дослідницьких завдань (дослідження-відновлення). Дивослово. 2016. № 1. С. 33–34.
- Романенко Ю. Опановуємо методику створення дослідницьких завдань (дослідження-класифікація). Дивослово. 2016. № 6. С. 27–28.
- Ющук І. Серйозне дослідження лінгводидактичної термінології. Дивослово. 2019. № 9. С. 28–32.
- Семеног О. Термінологічна культура фахівця в об'єктиві українського лінгводидактичного дискурсу. Педагогічні науки: теорія, історія, інноваційні технології. 2019. № 6 (90). С.139-150.

## Покликання
- Персональна сторінка [Архівовано 19 лютого 2014 у Wayback Machine.]